# André Trousselier

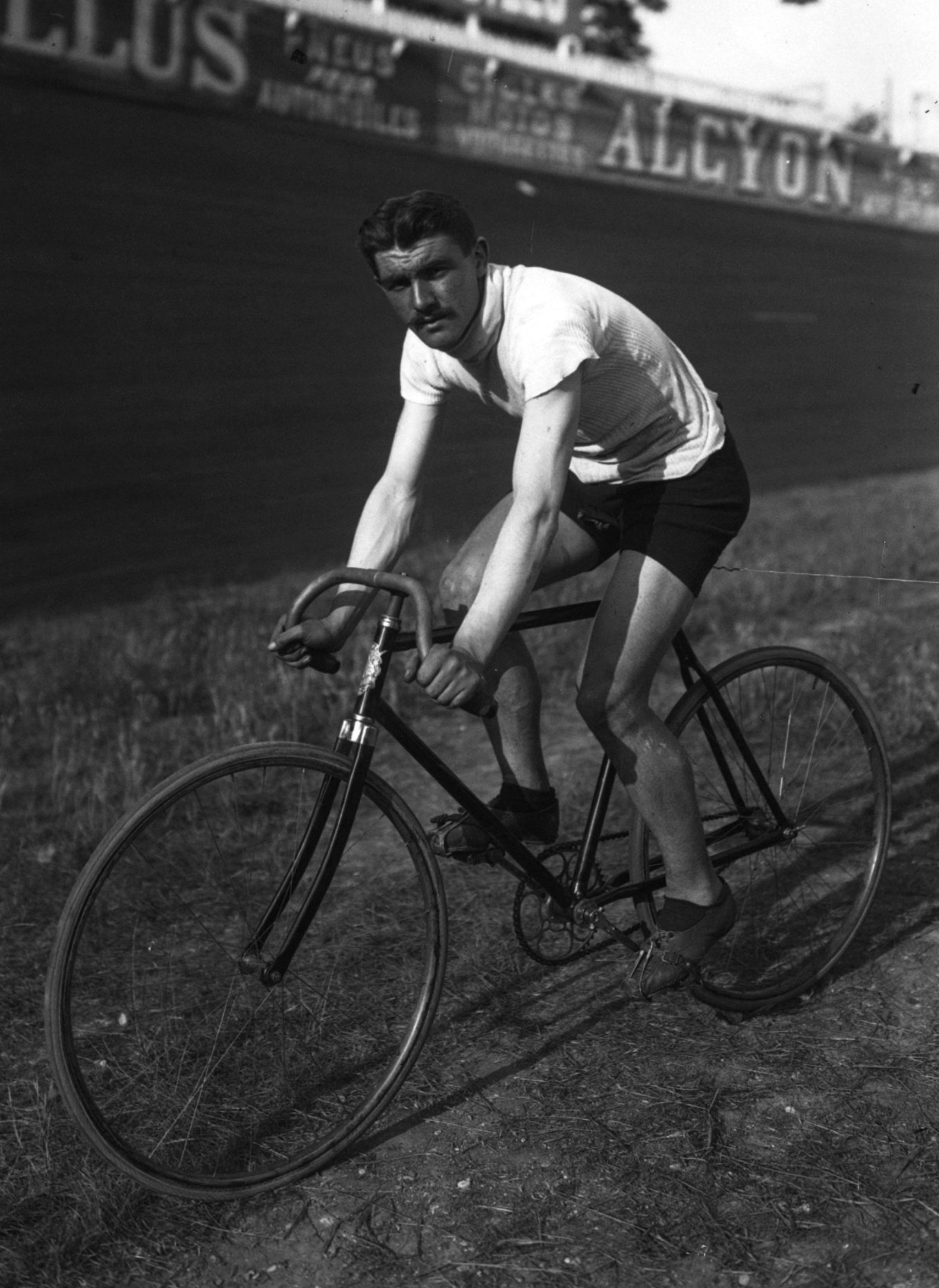
André Trousselier (1908)

André Trousselier  (* 29. Mai 1887 in Paris; † 16. April 1968 ebenda) war ein französischer  Radrennfahrer.
1908 gewann André Trousselier die erste Profi-Austragung des Radrennens Lüttich–Bastogne–Lüttich,  das zuvor nur in den 1890er Jahren  und für  Amateure ausgetragen worden war. 1907 hatte er eine Etappe der Belgien-Rundfahrt für Amateure gewonnen.
Trousselier stammte aus einer Radsport-Familie. Vier seiner Brüder waren ebenfalls Radrennfahrer; am erfolgreichsten war sein älterer Bruder Louis, der 1905 sowohl die Tour de France wie auch Paris–Roubaix gewann. 